# Iéna (1898)
Iéna byl predreadnought francouzského námořnictva. Ve službě byl v letech 1902–1907. Dne 12. března 1907 bylo plavidlo, během pobytu v suchém doku v Toulonu, těžce poškozeno vnitřní explozí způsobenou samovolným vznícením náloží v muničním skladu. Po provizorní opravě bylo využito jako cvičný cíl.

## Stavba

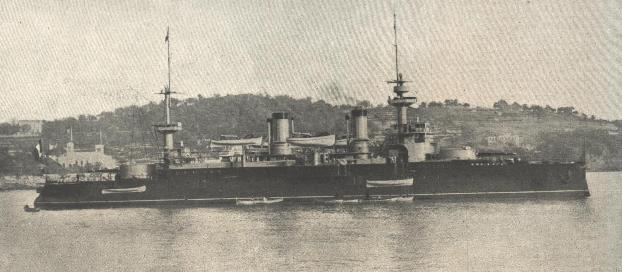
Iéna

Jednalo se o zvětšenou verzi předcházející třídy Charlemagne. Plavidlo postavila francouzská loděnice Arsenal de Brest v Brestu. Stavba byla zahájena 15. ledna 1898, na vodu byla loď spuštěna 1. září 1898 a do služby byla přijata 4. dubna 1902.

## Konstrukce

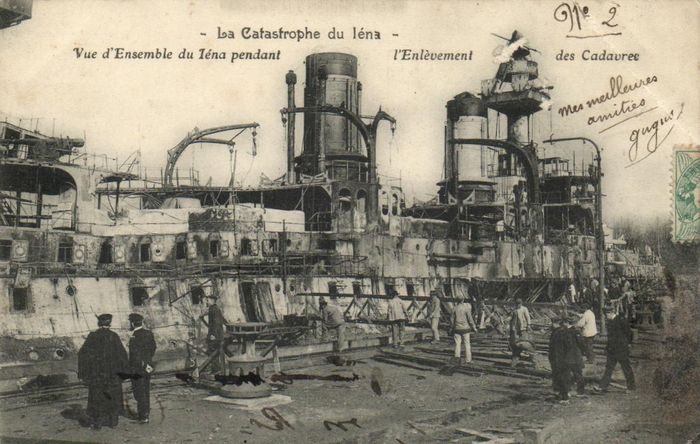
Iéna poškozená výbuchem

Hlavní výzbroj tvořily čtyři 305mm kanóny umístěné ve dvoudělových věžích na přídi a na zádi. Sekundární výzbroj představovalo osm 165mm kanónů umístěných v kasematách. Lehkou výzbroj představovalo osm 100mm kanónů, dvacet 47mm (3liberních) kanónů a dva 37mm (1liberní) kanóny. Výzbroj doplňovaly dva 457mm torpédomety. Pohonný systém tvořilo 20 kotlů Belleville a tři parní stroje s trojnásobnou expanzí o výkonu 16 500 hp, které poháněly tři lodní šrouby. Nejvyšší rychlost dosahovala 18 uzlů. Dosah byl 4500 námořních mil při  10 uzlech.